# Мемориальный дом-музей А. С. Попова
Мемориальный дом-музей А. С. Попова — музей в городе Краснотурьинске (до 1944 года посёлок Турьинские Родники) Свердловской области (Россия), расположенный в доме, где прошли детские годы русского физика и электротехника А. С. Попова. Филиал Краснотурьинского краеведческого музея.

## История музея
Основан по инициативе городских властей в 1956 году в доме, где жила старшая сестра учёного Екатерина Словцова (1850—1908). Отчий дом Александра Попова стоял напротив, но сгорел ещё до революции. Живя в Турьинских рудниках с рождения до 1867 года, будущий изобретатель часто посещал этот дом. Неподалёку от него стоит Максимовская церковь, первым настоятелем которой был отец А. С. Попова.

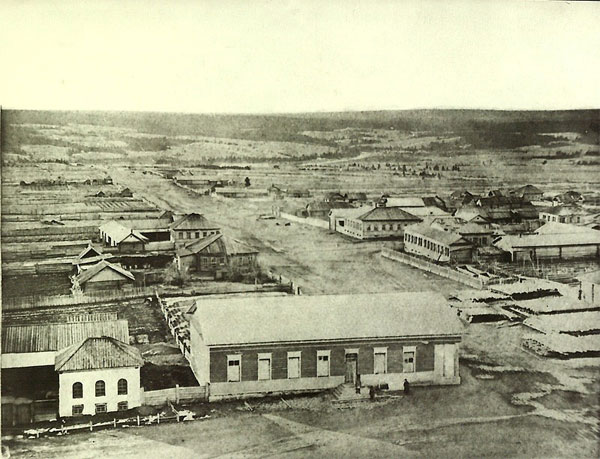
Турьинские рудники. 1894. Фото А. Попова

Дом — памятник деревянного зодчества, построен в середине XIX века и является характерной постройкой уральской архитектуры для настоятелей церквей. Капитально отремонтирован в середине XX века. В 1980 году при расширении улицы дом был передвинут внутрь квартала на 4,5 метра. В настоящее время здание музея является объектом культурного наследия. Улица, на которой находится дом, была переименована в честь Александра Попова.
Приезжая в Турьинские рудники в 1894 году, Александр Попов, являясь активным фотолюбителем, сделал снимок с колокольни церкви Максима исповедника, на которой запечатлён его родной дом.
Большую помощь в создании музея и формировании его собрания оказали дочь учёного Екатерина Александровна Попова-Кьяндская (1899—1976), которая многие годы занималась увековечиванием памяти А. С. Попова, и его внучка, Екатерина Георгиевна Къяндская-Попова.

В своём письме Я. В. Куйвашеву, начальнику узла связи Екатерина Попова-Кьяндская писала следующее: 
Уважаемый тов. Куйвашев! Ваше отношение за № 5/126 от 25.08.1952 г. с сообщением о предполагаемом открытии музея А. С. Попова на его родине доставило мне как дочери изобретателя радио большую радость. Дирекция Ленинградского электротехнического института им. В. И. Ульянова (Ленина), приветствуя Ваши начинания, обещает всемерное содействие...
Благодаря родственникам Попова сотрудниками музея были скомплектованы документы, фотографии, книги, мебель, посуда и другие предметы, позволившие создать две мемориальные комнаты — гостиную и столовую.
7 ноября 1957 года была открыта первая экспозиция в двух комнатах, а уже в 1959 году музей был утверждён государственным и получил статус мемориального музея А. С. Попова. Решением исполкома от 27 сентября 1961 года музей был преобразован в городской краеведческий музей им. А. С. Попова.

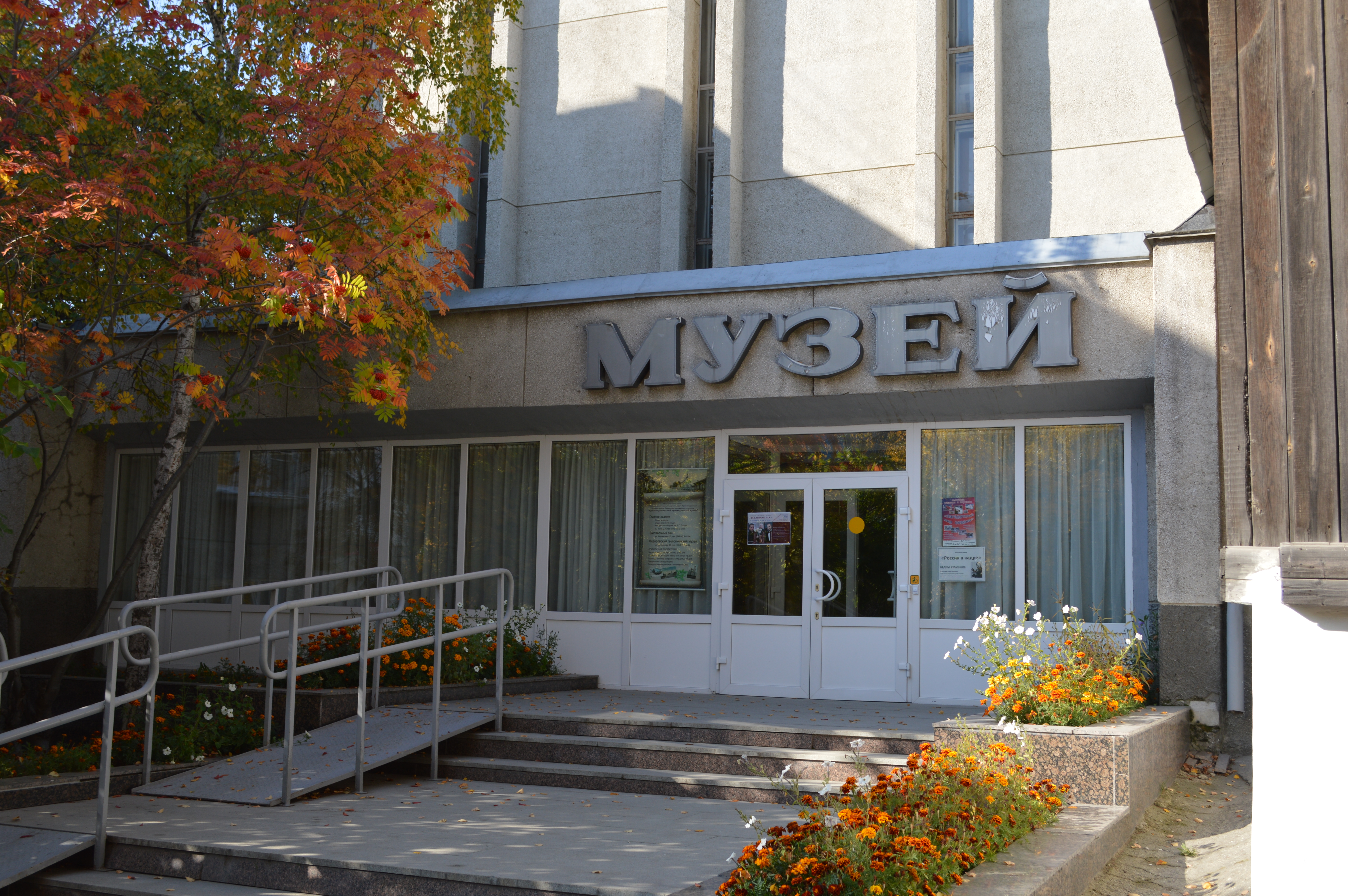
Краснотурьинский краеведческий музей

Позднее со стороны улицы Карпинского для расширения музея было пристроено современное здание, в котором разместилась экспозиция Краснотурьинского краеведческого музея.

## Музей сегодня
В настоящее время экспозиция музея знакомит посетителей с жизнью и деятельностью А. С. Попова, о его детских годах в Турьинских рудниках и, конечно, об изобретении им «прибора для обнаружения и регистрирования электрических колебаний» и о других его изобретениях в области радиосвязи. Здесь представлены как подлинные приборы, так и макеты изобретений учёного. Историческая экспозиция включает две мемориальные комнаты — гостиную и столовую, отдельная экспозиция посвящена радиоклубу имени А. С. Попова, в интерактивной экспозиции представлена радио- и телеаппаратура XX века.
В музее работает любительская радиостанция с позывным R9DMP (Дом Музей Попова). Участники городского радиоклуба имени А. С. Попова регулярно выходят в эфир из музея, участвуют в различных соревнованиях.
C 2019 года в музее ежегодно проводится городская акция «Ночь радио». В 2020 году акция состоялась 28 ноября, часть программы прошла в онлайн формате.